# (1241) Dysona
(1241) Dysona és un asteroide pertanyent al cinturó d'asteroides descobert per Harry Edwin Wood des de l'Observatori Unió, Johannesburg, República Sudafricana, el 4 de març de 1932.
Inicialment va rebre la designació de 1932 EB1. Posteriorment es va anomenar en honor de l'astrònom anglès Frank Watson Dyson (1868-1939).